# Катерок
„Катерок“ е съветски анимационен музикален филм на Инеса Ковалевская. Режисьорът продължи музикалната тема в анимацията; нейните произведения - "Катерок" (1970) по музика на Владимир Шаински, "Като лъв и костенурка пееха песен" (1974) по музика на Генадий Гладков и "В пристанището" (1975) по музика на Марк Минков – стана широко известен благодарение на телевизията.

## Сюжет
Това е история за малкият катер "Чижик", която доставя стоки по реката. Той доставя вестници на дървосекачите, лекарства в болницата и списания на учителя в крайбрежното училище. Един ден той решава да се състезава с океански кораб и попада в буря, която го хвърля на тропическия остров Чунга Чанга, където среща негроидите, жирафа, папагала и делфините.
От остров Чунга-Чанга той се върна в родната си река. Но навигацията свърши дотук и той беше скован от лед. Лодката беше намерена от децата, които й помогнаха да се отърве от ледените късове, а любимката на реката отново успя да зарадва хората.

## Създатели
- Сценарист Жана Витензон
- Текст Юрий Ентин
- Режисьор Инеса Ковалевская
- Художник на продукцията Даниил Менделевич
- Композитор Владимир Шаински
- Оператор Александър Жуковски
- Звуков инженер Георгий Мартинюк
- Асистенти: Лидия Ковалевская, Светлана Скребнева, О. Ерофеева
- Аниматори: Леонид Носирев, Елена Малашенкова, Антонина Алешина, Наталия Богомолова, Виталий Бобров, Елвира Маслова
- Сценографи: Елена Таненберг, Мстислав Купрач, Зоя Кредушинская
- Редактор Петър Фролов
- Музикален редактор Владимир Кривцов
- Редактор Елена Тертичная
- Режисьор Любов Бутирина

### Актьори
- Пеят-Аида Ведищева и Анатолий Горохов

## Песни
Във анимационнен филм се изпълнява песни Синя вода в изпълнение на Аида Ведищева и известна песен Чунга-Чанга в изпълнение на Анатолий Горохов и Аида Ведищева.